# Komedialnia
Komedialnia – teatr utworzony w 1748 w Białymstoku. Pierwszy stały teatr na ziemiach polskich.

## Historia
Teatr został założony w 1748 roku, 17 lat przed powstaniem Teatru Narodowego w Warszawie. W gmachu, który nie dotrwał do naszych czasów znajdowały się loże i obszerna scena z piękną kurtyną namalowaną przez Mirysa. Teatr posiadał bibliotekę. Komedialnia miała własną orkiestrę, balet, a w operach występowali sławni artyści z Wiednia, Wenecji i Rzymu.
"Na krawędzi dolnego parku wznosił się operhauz czyli komedialnia wielka pruskim murem na dwa piętra budowana z facjatą… murowaną, na której architektury różne malowane, na górze zaś gryfy i ciołek z koroną. Goście Branickiego z 29 lóż i 12 ław parteru, oczekując na rozpoczęcie przedstawienia mieli sposobność podziwiania kurtyny Sylwestra Mirysa…” (2)
"W 1796 r. przebudowano teatr, pomarańczarnię, menaż i inne budynki na pomieszczenia szkolne i mieszkalne dla nauczycieli. Teatrowi przywrócono dawną funkcję po remoncie wykonanym w 1808 r. z polecenia senatora Ignacego Theils’a." (3)
W 2013 Piotr Dąbrowski razem z żoną Julią Wacławik-Dąbrowską założył nowy teatr – Białostocki Teatr Komedialnia, który to nawiązuje do historii teatru "Komedialnia".